# Lena Münchow
Lena Münchow (* 24. Februar 1981 in Kiel) ist eine deutsche Schauspielerin, Hörbuch-, Hörspiel- und Synchronsprecherin.

## Leben und Karriere
Lena Münchow absolvierte von 2000 bis 2003 ihre Schauspielausbildung in Hamburg am Schauspielstudio Frese. Darauf folgten Theater-Engagements am Thalia Theater Halle, dem St.-Pauli-Theater Hamburg, dem Stadttheater Paderborn und dem Landestheater Dinslaken. Sie spielte unter anderem die Hauptrollen Rosa in „Vom Mond gefallen“, Effi in „Effi Briest“, Katharina Knie und Ingeborg in den gleichnamigen Stücken. Außerdem war und ist sie in diversen Film- und Fernsehrollen zu sehen, 2009 spielte sie ihre erste Episodenhauptrolle in der ZDF-Serie Da kommt Kalle. Auch für verschiedene historische Rollen wurde sie besetzt, z. B. als junge Thea von Harbou in der Arte-Produktion Fritz Lang – Der andere in uns unter der Regie von Gordian Maugg. Ab 2018 spielte sie eine durchgehende Rolle in der ARD-Serie Die Pfefferkörner als Imke Grevemeyer.
Lena Münchow hat diverse Hörbücher, Hörspiele und Synchronrollen gesprochen.

## Filmografie
- 2003: St. Angela
- 2006: Carls Schwester (Kurzfilm)
- 2007, 2020: Die Kanzlei – Gefährliche Spiele, Unauffindbar (Fernsehserie)
- 2008: Lange Schatten (Kurzfilm)
- 2008: Herzschlag Hamburg (Kurzfilm)
- 2009: Pihalla – Spielplatz
- 2009: Stubbe – Von Fall zu Fall – In den Nebel
- 2010: Da kommt Kalle – Herzkreis Chaos (Fernsehserie)
- 2010: Jud Süß – Film ohne Gewissen (Kinospielfilm)
- 2010: Der Landarzt – Stimme des Herzens (Fernsehserie)
- 2011: Stadtigel (Kurzfilm)
- 2011: Therese geht fremd
- 2012: Wunschkind
- 2013: Ein weites Herz
- 2013: Taufe (Kurzfilm)
- 2013: Mord nach Zahlen
- 2016: Fritz Lang – Der andere in uns (Kinospielfilm)
- 2016: Der gute Göring
- 2018–2020: Die Pfefferkörner (Fernsehserie)
- 2018: Großstadtrevier – Der kurze Traum vom langen Glück (Fernsehserie)